# Li Dazhao
Li Dazhao (chinois simplifié : 李大钊 ; chinois traditionnel : 李大釗 ; pinyin : Lǐ Dàzhāo), né le 29 octobre 1889 dans les environs de Letin (province de Hebei) et mort exécuté le 28 avril 1927 à Pékin, était un homme politique chinois d’orientation marxiste.

## Biographie

### Jeunesse
Originaire d’une famille d’agriculteur, Li Dazhao perd ses deux parents peu de temps après sa naissance et c’est à son grand-père de se charger de son éducation – formation de base classique, école secondaire moderne. À l’âge de seize ans, il finit par également perdre son grand-père et vend les dernières possessions familiales, afin de financer ses études de sciences politiques, qu’il suit à l'Université du Beiyang à Tianjin (aujourd'hui Université de Tianjin). En 1913 il quitte ses études pourvu d’un diplôme et décide de se dédier à des études approfondies, pour lesquelles il se rend au Japon, à l’Université Waseda de Tōkyō.
Dans ce cadre il entend pour la première fois parler des théories marxistes et commence à devenir actif sur le domaine politique. En réaction à la tentative de Yuan Shikai de se faire nommer empereur, il fonde une association d’étudiants chinois et publie un premier livre contenant des voies critiques sur Yuan Shikai et les ambitions japonaises d’influencer la politique intérieure chinoise. Trop occupé, il néglige ses études et par conséquent se voit exclu de l’université en 1916.

### Chef de file du communisme chinois
Li Dazhao rentre en Chine, accepte un poste de secrétaire auprès d’un des dirigeants du Parti progressif, devient rédacteur en chef de l’organe du parti et s’engage à prôner un État démocratique. En 1918 il devient bibliothécaire à l’Université de Pékin, l’un de ses adjoints de l'époque est Mao Zedong. En 1920 il est nommé professeur et secrétaire du doyen de l’université. Déjà professeur, il contribue à propager les idées communistes, initialement en dédiant un cours au Capital de Karl Marx, mais également par des cercles de discussions sur ce thème.
Li Dazhao joue un rôle déterminant dans l’organisation du mouvement du 4 mai en 1919. À la suite de cela, il s'impose aux côtés de Chen Duxiu comme les figures chefs de file de la gauche intellectuelle chinoises. En 1919 et 1920, les deux hommes fondent des groupes d'études marxistes. Tandis que Chen Duxiu prend la tête de celui de Shanghai, Li Dazhao encadre le groupe de Pékin. Des groupes se forment également à Canton et Wuhan, jetant ainsi les bases du communisme chinois.
Li Dazhao fait partie des 12 représentants siégeant au congrès de fondation du Parti communiste chinois (PCC) en juillet 1921, il occupe des postes décisifs au sein du parti. Dans ce cadre il se rend une première fois à Moscou à l’occasion du 5e congrès du Komintern en 1924. Peu de temps plus tard, il y occupe un poste de professeur à l’Université de l’Est.
Li est élu au Comité exécutif central du Kuomingtang en 1924.
Des tensions entre le Kominterm, le Kuomingtang et le PCC ont favorisé les intrigues politiques et l'opportunisme. Alors qu’il exprime de nouveau des critiques sur le Japon, il se voit forcé de se retirer dans l’ambassade de l’Union soviétique de Pékin. Lors de la chute du Front Uni en 1927, Li est fait prisonnier pendant une attaque contre l'ambassade soviétique. Il est arrêté par des sympathisants du nationaliste Tchang Kaï-chek avec dix-neuf autres personnes et exécuté sur les ordres du seigneur de guerre Zhang Zuolin le 28 avril 1927 à Pékin.